# Sarıhacı, Akçadağ
Sarıhacı là một xã thuộc huyện Akçadağ, tỉnh Malatya, Thổ Nhĩ Kỳ. Dân số thời điểm năm 2011 là 292 người.